# Boopis castillonii
Boopis castillonii är en calyceraväxtart som först beskrevs av Cristóbal Mariá Hicken, och fick sitt nu gällande namn av Pontiroli. Boopis castillonii ingår i släktet Boopis och familjen calyceraväxter. Inga underarter finns listade i Catalogue of Life.